# Punta Bianca
Punta Bianca (Punta Bianca della Grivola) – szczyt w Alpach Graickich, części Alp Zachodnich. Leży w północnych Włoszech na granicy regionów Dolina Aosty i Piemont. Należy do Masywu Gran Paradiso. Szczyt można zdobyć ze schronisk Rifugio Vittorio Sella (2584 m).